# Cosmic Explorer
Cosmic explorer is het vijfde studioalbum van de Japanse groep Perfume, en is uitgebracht op 6 april 2016 door Universal Music Japan, Universal J en Perfume Records. Het is het vijfde album van Perfume dat gecomponeerd is door Yasutaka Nakata. Het album werd uitgegeven als cd, een dubbel-cd met dvd/Blu-ray box-set en als digitale downloadversie.

## Nummers
| 1.                 | Navigate                    | 1:19 |
| 2.                 | Cosmic Explorer             | 5:22 |
| 3.                 | Miracle Worker              | 3:40 |
| 4.                 | Next stage with you         | 4:39 |
| 5.                 | Story                       | 5:44 |
| 6.                 | Flash (Album mix)           | 4:35 |
| 7.                 | Sweet Refrain (Album mix)   | 4:41 |
| 8.                 | Baby Faces                  | 4:00 |
| 9.                 | Tokimeki Lights (Album mix) | 4:21 |
| 10.                | Star Train (Album mix)      | 4:42 |
| 11.                | Relax in the City           | 4:12 |
| 12.                | Pick Me Up                  | 3:49 |
| 13.                | Cling Cling (Album mix)     | 3:53 |
| 14.                | Hold Your Hand              | 3:36 |
| Totale duur: 58:36 |                             |      |